# Петрозаводская улица (Санкт-Петербург)
Петрозаво́дская у́лица — улица в Петроградском районе в Санкт-Петербурге. Проходит от Чкаловского проспекта до Барочной улицы.

## История
Название Петрозаводская улица дано 16 апреля 1887 года по городу Петрозаводску в ряду улиц Петербургской стороны, наименованных по уездным городам Олонецкой губернии.
В 1914 году на участке от Барочной улицы до Лодейнопольской улицы было проложено трамвайное кольцо Барочная петля (Петрозаводская улица). Трамвай поворачивал с Большой Зелениной улицы на Лодейнопольскую улицу далее доезжал до Петрозаводской, поворачивая на налево, следовал по ней до Барочной улицы, затем сворачивал на Барочную улицу налево и снова выезжал на Большую Зеленину улицу. В 1999 году трамвайное кольцо было закрыто. В 2001 году с улицы были сняты трамвайные пути.

## Достопримечательности
- № 7 — дом 1902 года постройки, арх. Е. С. Воротилов, надстроен и расширен в 1911—1912 гг. по проекту архитектора П. П. Кондратьева. В этом здании в 1902—1929 и 1933—1936 гг. жил историк Н. П. Лихачёв.  7831496000
- № 20 — доходный дом (1904, архитектор А. И. Зазерский)

## Общественно значимые объекты
- 18 отдел полиции Петроградского района (дом 1)
- Школа № 51 (дом 2)
- ЗАО «Инвестиционная Компания Элтра» (дом 11)
- Немецкая школа и Немецкий детский сад при Генконсульстве Германии (дом 12)
- Балтийская академия Туризма и Предпринимательства (БАТиП) (дом 13)